# Вашингтон (Джорджія)
Вашингтон (англ. Washington) — місто (англ. city) в США, в окрузі Вілкс штату Джорджія. Населення — 3754 особи (2020).

## Географія
Вашингтон розташований за координатами 33°43′56″ пн. ш. 82°44′37″ зх. д. / 33.73222° пн. ш. 82.74361° зх. д. (33.732289, -82.743613).  За даними Бюро перепису населення США в 2010 році місто мало площу 20,08 км², з яких 19,94 км² — суходіл та 0,14 км² — водойми.

## Демографія
Згідно з переписом 2010 року, у місті мешкали 4134 особи в 1721 домогосподарстві у складі 1072 родин. Густота населення становила 206 осіб/км².  Було 1961 помешкання (98/км²).
Расовий склад населення:
| - 60,5 % — чорних або афроамериканців - 36,0 % — білих - 0,7 % — азіатів - 0,2 % — корінних американців |

До двох чи більше рас належало 1,8 %. Частка іспаномовних становила 1,5 % від усіх жителів.
За віковим діапазоном населення розподілялося таким чином: 24,6 % — особи молодші 18 років, 55,8 % — особи у віці 18—64 років, 19,6 % — особи у віці 65 років та старші. Медіана віку мешканця становила 42,2 року. На 100 осіб жіночої статі у місті припадало 79,1 чоловіків;  на 100 жінок у віці від 18 років та старших — 73,2 чоловіків також старших 18 років.
Середній дохід на одне домашнє господарство  становив 37 621 долар США (медіана — 28 857), а середній дохід на одну сім'ю — 47 280 доларів (медіана — 41 250). Медіана доходів становила 35 467 доларів для чоловіків та 24 034 долари для жінок. За межею бідності перебувало 28,1 % осіб, у тому числі 56,9 % дітей у віці до 18 років та 23,1 % осіб у віці 65 років та старших.
Цивільне працевлаштоване населення становило 1554 особи. Основні галузі зайнятості: освіта, охорона здоров'я та соціальна допомога — 22,1 %, виробництво — 21,4 %, роздрібна торгівля — 14,5 %, оптова торгівля — 8,8 %.